# Vahagnadzor
Vahagnadzor (in armeno Վահագնաձոր?) è un comune di 368 abitanti (2001) della Provincia di Lori in Armenia.